# Melville (ancienne circonscription fédérale)
Pour les articles homonymes, voir Melville.
Melville fut une circonscription électorale fédérale de la Saskatchewan, représentée de 1925 à 1968.
La circonscription de Melville a été créée en 1924 d'une partie de Saltcoats. Abolie en 1966, elle fut redistribuée parmi Regina-East et Yorkton—Melville.

## Géographie
En 1924, la circonscription de Melville comprenait:
- Un territoire au nord de la rivière Qu'Appelle
- La ville de Melville

## Députés
1. 1925-1940 — William Richard Motherwell, PLC
2. 1940-1958 — James Garfield Gardiner, PLC
3. 1958-1968 — James Ormiston, PC

- PC = Parti progressiste-conservateur
- PLC = Parti libéral du Canada